# Adam Novák
Adam Novák (* 17. června 1980 Praha) je český herec, malíř a scénograf. Stal se známým především rolí Petra Bajzy v seriálu Bylo nás pět. 

## Život
V dětství účinkoval v recitačním souboru a hrál v dětském muzikálu Ruty šuty Arizona Texas. V roce 1999 vystudoval Vyšší odbornou školu uměleckoprůmyslovou a Střední uměleckoprůmyslovou školu, obor scénografie. Od svých třinácti let měl stálé angažmá v pražském divadle Rokoko. Nejznámější divadelní role byla například role Romea v představení Romeo a Julie, kde hrál po boku Lucie Vondráčkové (režie Zdeněk Potužil), role chlapce Enquistovy hry V hodině rysa, kde si zahrál se Zdenou Hadrbolcovou a Danou Batulkovou či role v představení Rychlé šípy režiséra Roberta Bellana. 
Adam Novák se nyní věnuje výhradně výtvarnému umění a scénografii. Svůj ateliér má v Huntířově nad Jizerou, kde žije se svou ženou a třemi dětmi.

## Filmografie
- Taková normální rodinka (2008)
- Škodná (2006)
- Modrý Mauritius (2004)
- Černý slzy (2002)
- Český Robinson (2000)
- Policejní pohádky strážmistra Zahrádky (2000)
- Na lavici obžalovaných justice (1998)
- Zdivočelá země (1997)
- Bylo nás pět (1994)
- Co Hedvika neřekla (1994)
- Arabela se vrací aneb Rumburak králem Říše pohádek (1993)
- Správná šestka (1993)
- Motýlí čas (1990)